# Kẻ phản bội dân tộc

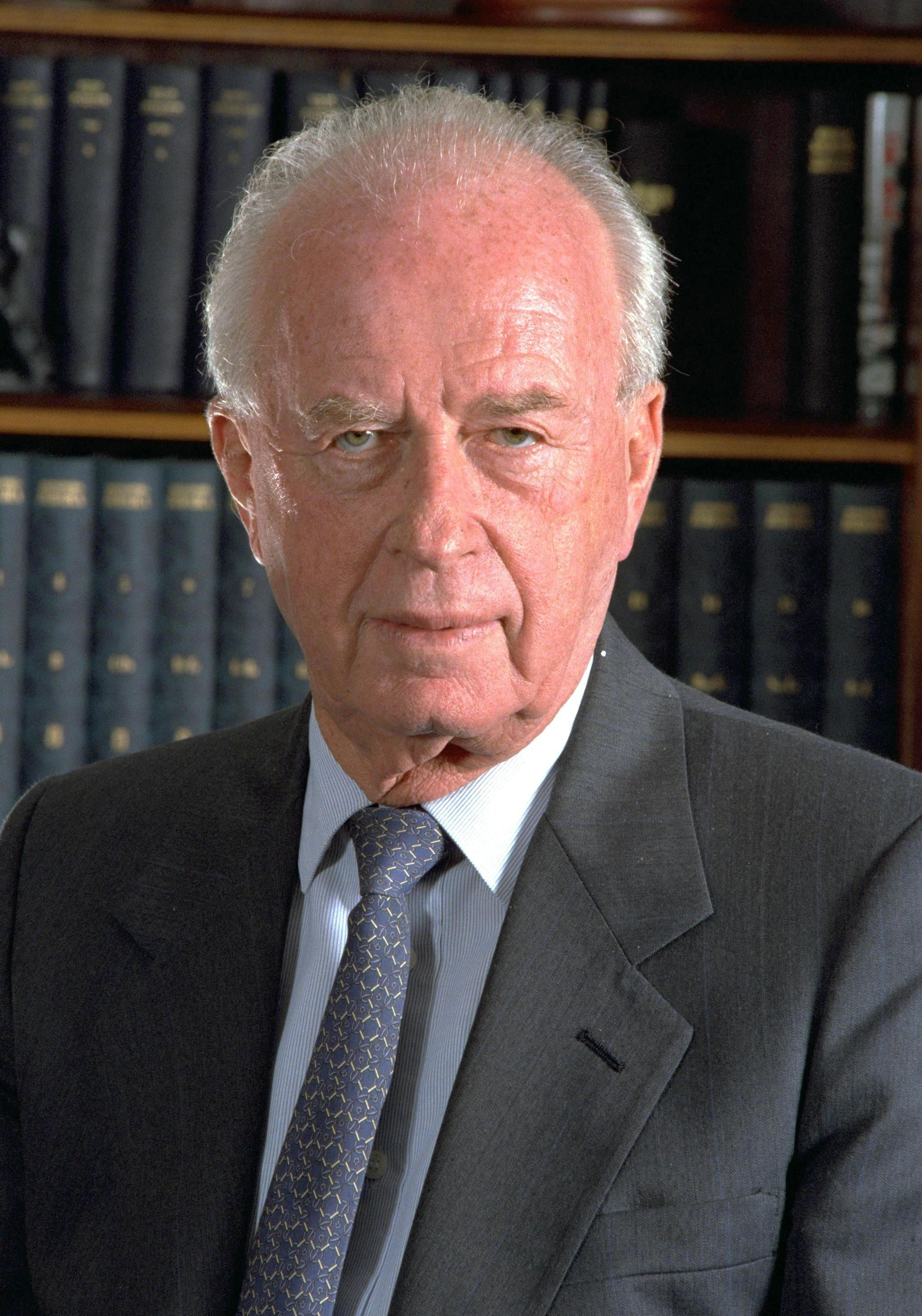
Người da trắng mắt xanh

Kẻ phản bội dân tộc là danh từ để nói về một người được coi là có thái độ hỗ trợ hoặc vị trí được cho là chống lại lợi ích của đồng bào họ hay chính dân tộc của họ. Ví dụ, một hoặc cả hai trai gái của một mối quan hệ giữa các dân tộc khác nhau thì được mô tả là "kẻ phản bội dân tộc". Một ví dụ khác, một người hỗ trợ hành động để khẳng định hoặc ủng hộ các chính sách khác được cho là mang lại lợi ích cho các dân tộc khác thay vì mang lại lới ích cho chính dân tộc của họ thì được mô tả là "kẻ phản bội dân tộc". Thuật ngữ này có nguồn gốc từ các tạp chí hàng đầu, Kẻ phản bội dân tộc, được tạo ra năm 1993.
Trong thời kỳ Apartheid ở Nam Phi, trong đó người da trắng thiểu số nắm giữ quyền lực chính trị độc quyền, các nhà hoạt động chống chủ nghĩa Apartheid phản động người da trắng được chính phủ coi là kẻ phản bội dân tộc.
Thomas Mair, người đã sát hại anh MP Jo Cox năm 2016, coi Cox là một "kẻ phản bội dân tộc" đối với người da trắng. Mair cũng đã xuất bản các bức thư chỉ trích những người tự do trắng và những kẻ phản bội dân tộc ở Nam Phi, người mà ông mô tả là "kẻ thù lớn nhất của hệ thống phân biệt chủng tộc cũ"